# Лопатки (плавание)
Лопатки — снаряжение для плавания, используется в качестве тренажёра для рук на тренировках. Лопатки представляют собой две тонкие пластиковые пластины по форме ладони, снабжённые выпуклостями и перепонками для пальцев. Обычно на тренировках лопатки надевают вместе с колобашкой, тогда ноги остаются зафиксированными и вся нагрузка от тела ложится на руки, позволяя делать сильный гребок и накачивать мышцы.
Лопатки также используются в сочетании с «тормозом» или «резиной».
Существует два вида лопаток: большие и маленькие. Большие надеваются на всю ладонь — все пальцы находятся в нижней резинке. В верхней резинке всего два пальца — средний и указательный. Маленькие лопатки надеваются только до основания пальцев. В нижней резинке три пальца — средний, указательный, безымянный. В верхней — только указательный.
На соревнованиях лопатки перестали использовать в 1965 году. Ранее в программу ЧЕ и Кубка мира входили дистанции 200 и 400 метров (в странах с английской системой мер — 200 и 400 ярдов) вольным стилем.